# Canet-en-Roussillon
Canet-en-Roussillon (katalánsky Canet de Rosselló) je jihofrancouzské přístavní město v departementu Pyrénées-Orientales na pobřeží Středozemního moře, asi 9,4 km od Perpignanu.

### Geografická poloha

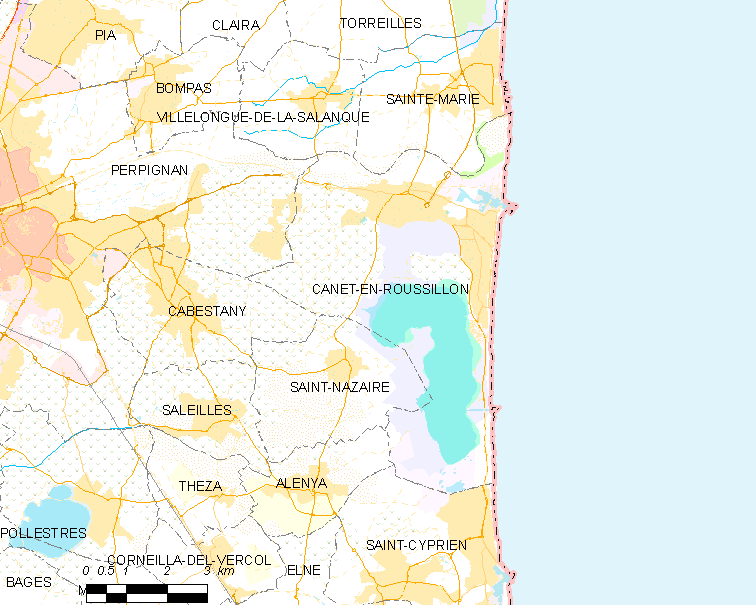

## Geografie

### Hydrologie
- Têt

## Politika

### Seznam starostů
- 1944–1947 : Gabriel Henric
- 1947–1950 : Joseph Pagès
- 1950–1965 : François Moudat
- 1965–1966 : Christian Brignieu
- 1966–1971 : François Moudat
- 1971–1989 : Jacques Coupet
- 1989–2010 : Arlette Franco
- 2010- : Bernard Dupont

## Vývoj počtu obyvatel

Počet obyvatel 1962–2008

| 1936 | 1946 | 1954 | 1962 | 1968 | 1975 | 1982 | 1990 | 1999  | 2006  | 2011  |
| ---- | ---- | ---- | ---- | ---- | ---- | ---- | ---- | ----- | ----- | ----- |
| 1238 | 1213 | 1853 | 2646 | 3658 | 5127 | 7219 | 7575 | 10182 | 11702 | 13091 |

Počet obyvatel

## Kultura

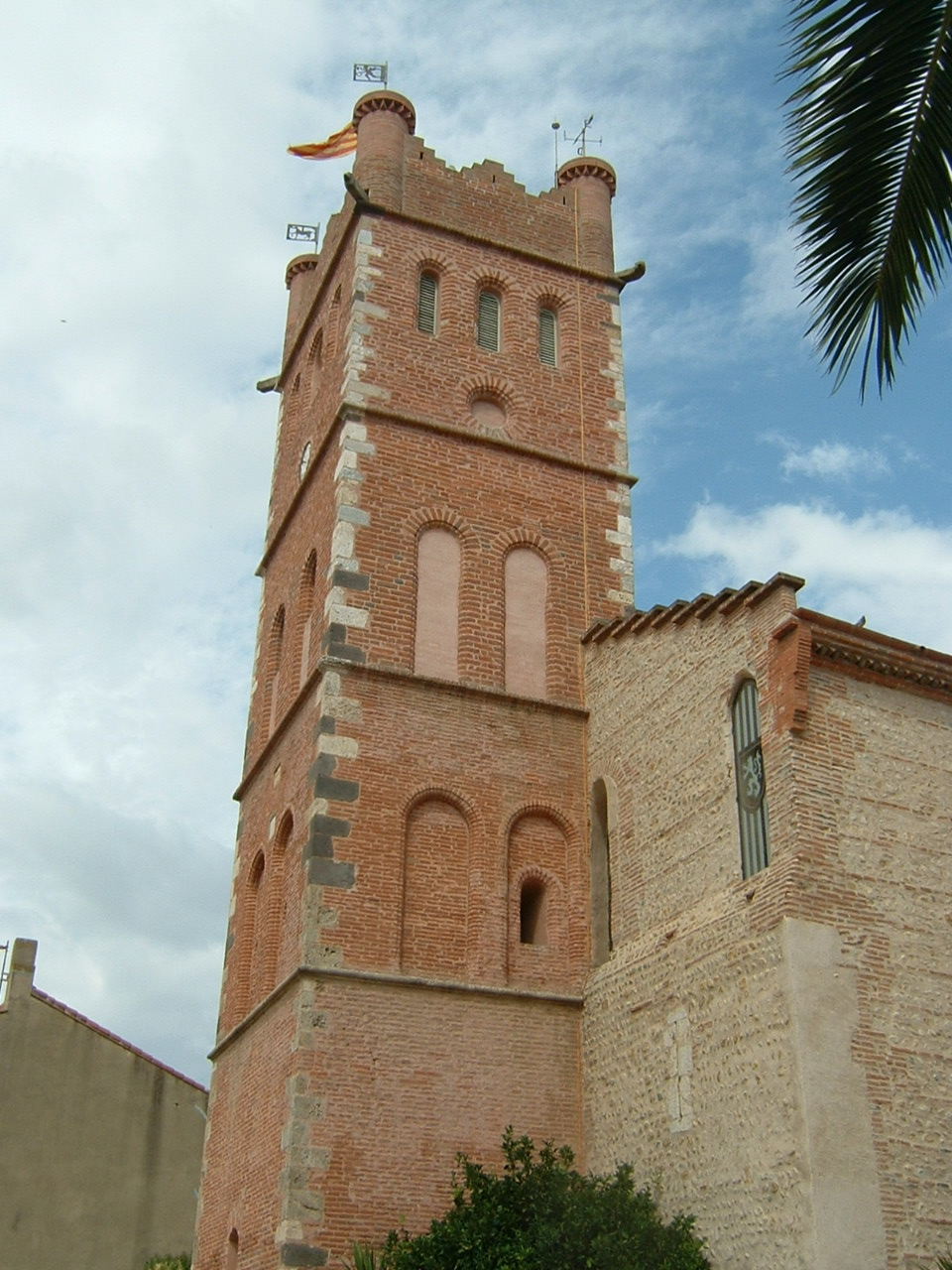
Kostel svatého Jakuba

### Pamětihodnosti
- Kostel svatého Jakuba (Gotický sloh, 14.–16. století)
- Hrad (11.–14. století)

### Významné osobnosti
- Joseph Cassanyes (1758–1843), poslanec.

## Partnerské město
Maynooth (Hrabství Kildare, Irština), 2011

## Foto galerie

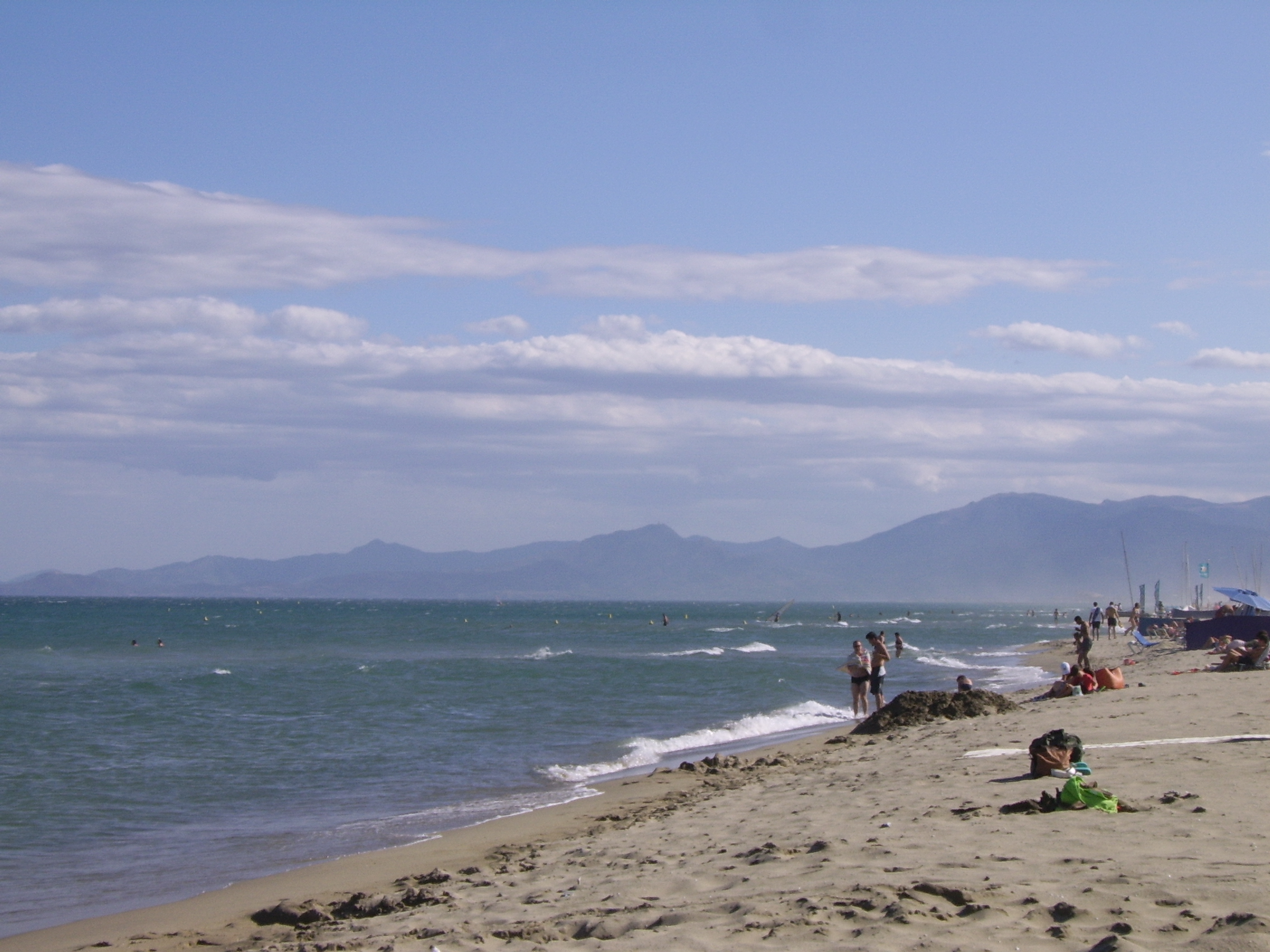
Pláž
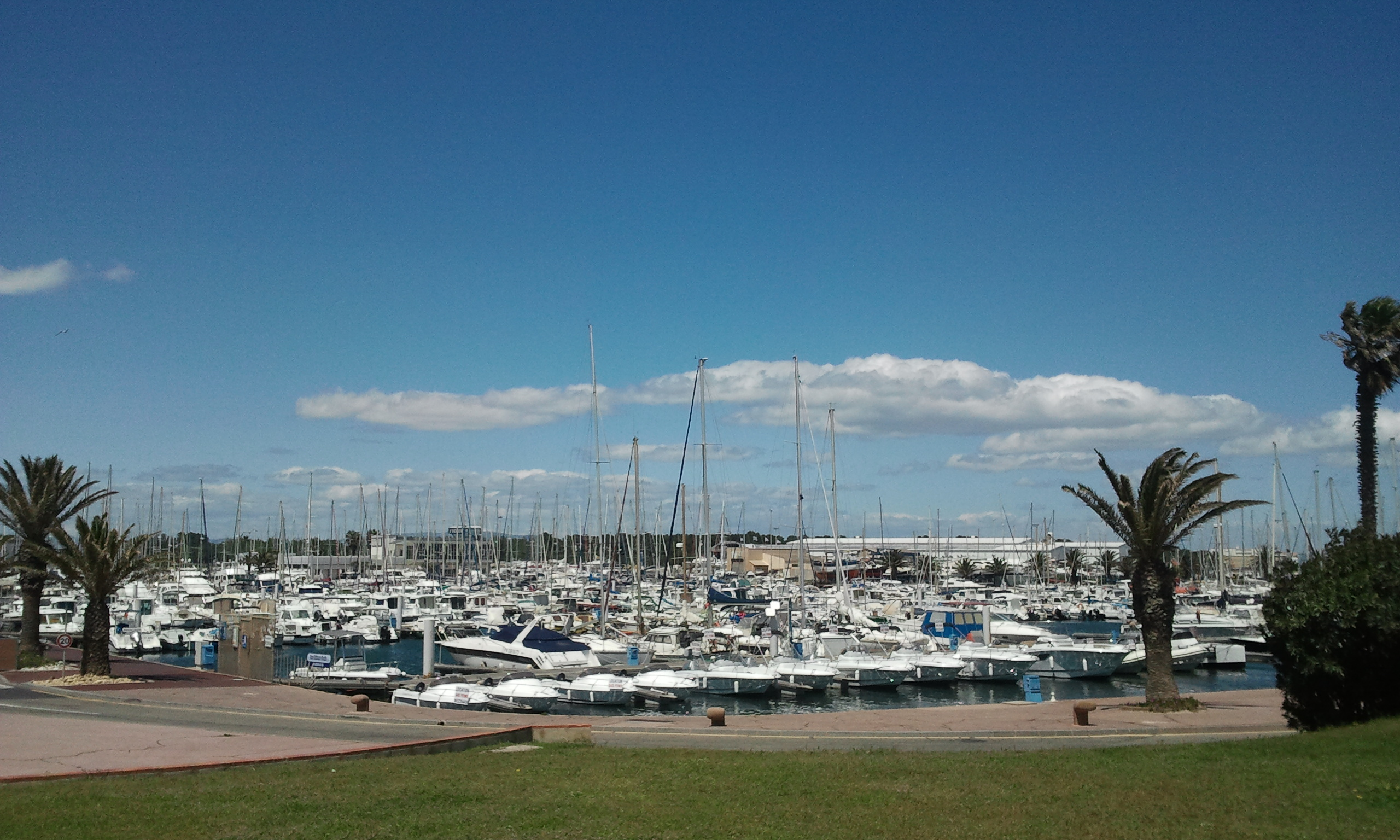
Přístav
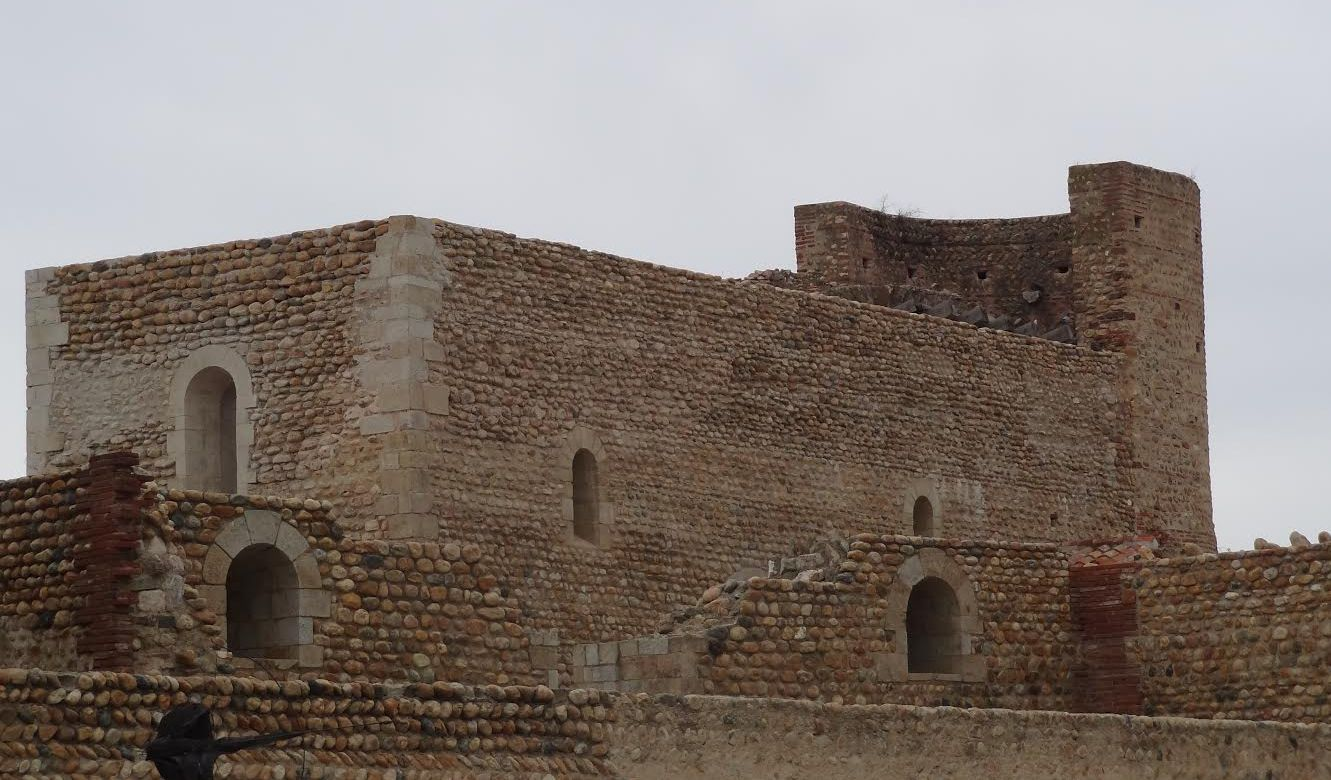
Hrad
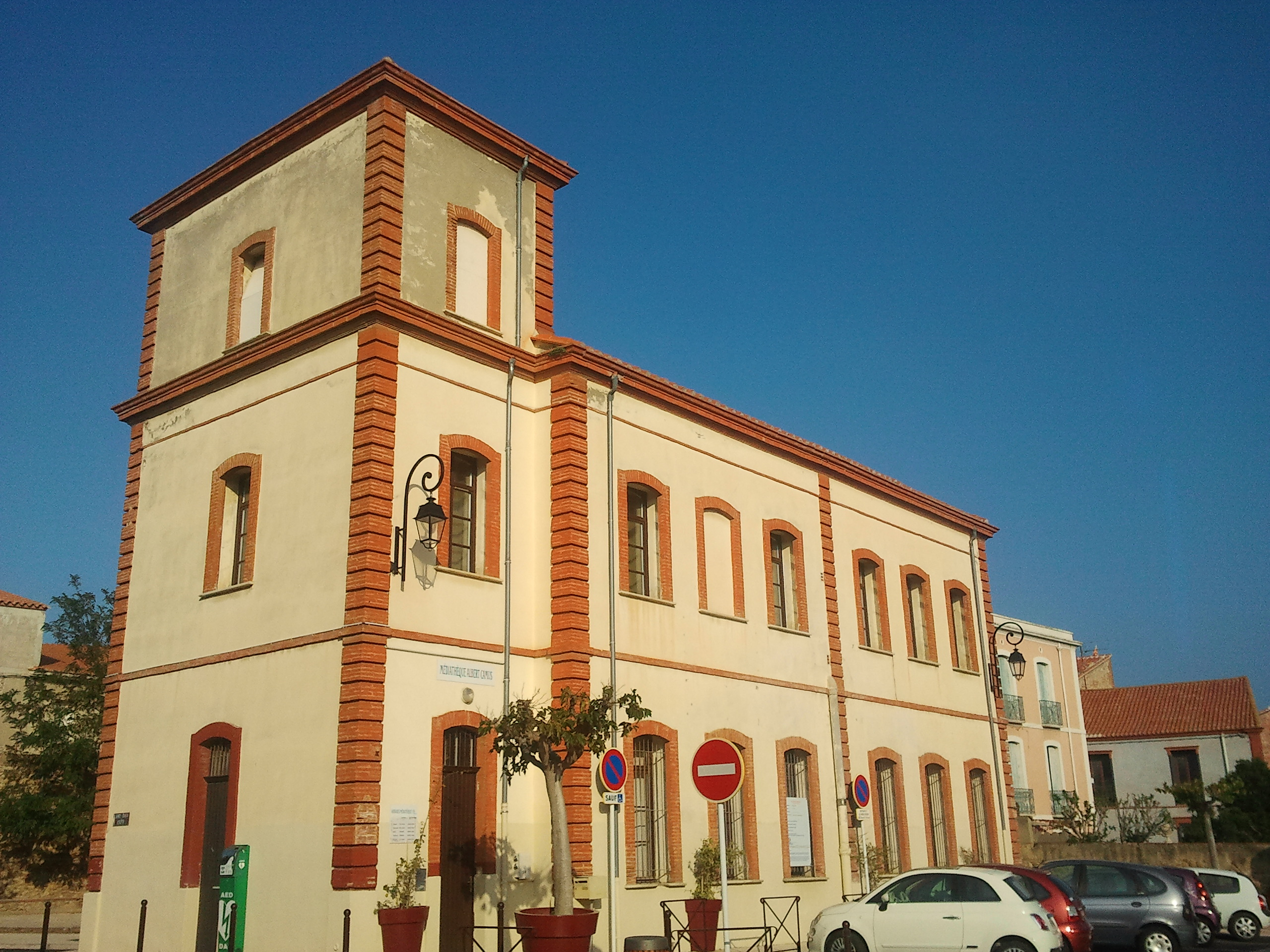
Knihovna